# Evaniella delicata
Evaniella delicata är en stekelart som först beskrevs av Theodore Henry Frison 1922.  Evaniella delicata ingår i släktet Evaniella och familjen hungersteklar. Inga underarter finns listade i Catalogue of Life.